# Мэгги Кью
Ма́ргарет Де́низ Куи́гли (англ. Margaret Denise Quigley); также Ли Ми Ки (вьет. Lý Mỹ Kỳ, кит. 李美琪), более известна как Мэ́гги Кью (англ. Maggie Q; род. 22 мая 1979, Гонолулу, Гавайи, США) — актриса и модель вьетнамского происхождения.

## Ранние годы
Мэгги Куигли родилась в Гонолулу, Гавайи. Отец — польско-ирландский американец. Мать — вьетнамка. Отец встретил мать во Вьетнаме, где он служил в американской армии во время вьетнамской войны. У Мэгги есть две старшие сестры и два сводных старших брата. В детстве она мечтала стать ветеринаром, в школе активно занималась спортом, в частности легкой атлетикой и плаванием. Кью окончила среднюю школу Милилани в 1997 году.

## Карьера
По предложению друга Мэгги начала работать моделью в Токио, Япония в возрасте 17 лет, затем на Тайване, и, наконец, Гонконге. Во время работы в Гонконге, её заметил Джеки Чан, по его словам: «Он увидел в ней большой потенциал звезды». Джеки Чан берет её под свою опеку, обучает боевым искусствам и помогает войти в киноиндустрию.
В 1998 году она начала свою актёрскую карьеру, снявшись в телевизионной драме «Дом дракона», который стал хитом в Азии. В 2000 году она исполнила роли Анны в фильме ужасов «Модель из ада» и агента ФБР Джейн Куигли в боевике «Спецназ нового поколения». После этого Джеки Чан пригласил её сняться в фильмах «Полночь в Манхэттэне» и «Час пик 2».
В 2002 году Кью снялась в роли мастера боевых искусств убийцы Шарлин Цзин в фильме «Обнажённое оружие». В 2005 году она сыграла роль Гармонии в немецко-сингапурском сериале «Дом гармонии». В том же году она также выступила сопродюсером документального кино «Земляне».
В 2006 году Кью сыграла роль Жэнь, единственной женщины в спецкоманде в фильме «Миссия невыполнима 3» с участием Тома Круза, а в 2007 году появилась в роли Мэй Линь в боевике «Крепкий орешек 4», а также в роли мастера пинг-понга в пародийном боевике «Шары ярости». В 2008 году Кью сыграла Цао Ин — внучку военачальника Цао Цао в фильме «Троецарствие: Возрождение дракона», это был её первый костюмированный фильм, в котором действие разворачивается в Древнем Китае. В том же году она также появилась вместе с Юэном Макгрегором и Хью Джекманом в триллере «Список контактов». Она озвучила роль федерального агента Чейз Лин в компьютерной игре Need for Speed: Undercover 2008 года, которая закрепила за Кью статус секс-символа.
С 2010 по 2013 год Кью исполняла заглавную роль в сериале «Никита». В 2011 году она сыграла роль монахини в фильме «Пастырь». В 2014 году Кью была приглашена на главную роль в сериал «Сталкер», шоу было закрыто после одного сезона. В 2016—2019 году она играла роль агента ФБР Ханны Уэллс в сериале «Последний кандидат».

## Личная жизнь
В феврале 2015 года стало известно о её помолвке с коллегой по сериалу «Сталкер» Диланом Макдермоттом. В феврале 2019 года пара рассталась.
Кью была вегетарианкой на протяжении многих лет, а в 2008 году полностью отказалась от продуктов животного происхождения.

## Фильмография
| Год       |     | Русское название                                              | Оригинальное название                | Роль                           |
| --------- | --- | ------------------------------------------------------------- | ------------------------------------ | ------------------------------ |
| 2000      | ф   | Модель из ада                                                 | Gui ming mo                          | Анна                           |
| 2000      | ф   | Спецназ нового поколения                                      | Dak ging san yan lui 2               | Джейн Куигли                   |
| 2001      | ф   | Полночь в Манхэттэне                                          | Manhattan Midnight                   | Сьюзан / Хоуп                  |
| 2001      | ф   | Час пик 2                                                     | Rush Hour 2                          | девушка в машине               |
| 2002      | ф   | Обнажённое оружие                                             | Naked Weapon                         | Шарлин Цзин                    |
| 2003      | ф   | Хулиганы                                                      | Yi wu liang huo                      | мисс Клэри                     |
| 2004      | ф   | Волшебная кухня                                               | Moh waan chue fong                   | Мэй                            |
| 2004      | ф   | Вокруг света за 80 дней                                       | Around the World in 80 Days          | Агент Краузер                  |
| 2004      | ф   | Рисовая рапсодия                                              | Hainan ji fan                        | Джиджи                         |
| 2005      | кор | —                                                             | Taped                                | Мэгги                          |
| 2005      | ф   | Отряд «Дракон»                                                | Mang lung                            | Юэт                            |
| 2005      | тф  | —                                                             | Barbara Wood — Das Haus der Harmonie | Хармони Петерсен               |
| 2006      | ф   | Миссия невыполнима 3                                          | Mission: Impossible III              | агент Шэн Лэй                  |
| 2007      | ф   | Крепкий орешек 4.0                                            | Live Free or Die Hard                | Мэй Лин                        |
| 2007      | ф   | —                                                             | The Counting House                   | Джейд                          |
| 2007      | ф   | Шары ярости                                                   | Balls of Fury                        | Мэгги                          |
| 2008      | ф   | Троецарствие: Возрождение дракона                             | San guo zhi jian long xie jia        | Цао Ин                         |
| 2008      | ф   | Список контактов                                              | Deception                            | Тина                           |
| 2009      | ки  | Король бойцов                                                 | The king of fighsters                | Мэй Ширануи                    |
| 2009      | ф   | Нью-Йорк, я люблю тебя                                        | New York, I Love You                 | девушка по вызову              |
| 2009      | ф   | Воин и волк                                                   | Lang zai ji                          | женщина из гарема              |
| 2010      | ф   | Адский эндшпиль                                               | Rogues Gallery                       | Верховная жрица                |
| 2010      | ф   | Король бойцов                                                 | The King of Fighters                 | Мэй Сирануи                    |
| 2010—2013 | с   | Никита                                                        | Nikita                               | Никита                         |
| 2011      | ф   | Пастырь                                                       | Priestess                            | Монахиня / Динора Краузер      |
| 2012—2019 | с   | Юная Лига Справедливости                                      | Young Justice                        | принцесса Диана / Чудо-женщина |
| 2014      | ф   | Дивергент                                                     | Divergent                            | Тори                           |
| 2014—2015 | с   | Сталкер                                                       | Stalker                              | Бет Дэвис                      |
| 2015      | ф   | Дивергент, глава 2: Инсургент                                 | The Divergent Series: Insurgent      | Тори                           |
| 2015      | ф   | Дивергент, глава 3: За стеной                                 | The Divergent Series: Allegiant      | Тори                           |
| 2016—2019 | с   | Последний кандидат                                            | Designated Survivor                  | Ханна Уэлсс                    |
| 2017      | ф   | Заговор                                                       | Jekyll Island                        | медсестра Хиллари              |
| 2017      | ф   | Сламбер: Лабиринты сна                                        | Slumber                              | Элис Арнольдс                  |
| 2018      | ф   | Аферисты поневоле                                             | The Con Is On                        | Ирина Солоков                  |
| 2018      | мф  | Скромные герои: Театр короткометражных фильмов студии «Ponoc» | Ponoc Tanpen Gekijou                 | мама                           |
| 2020      | ф   | Остров фантазий                                               | Fantasy Island                       | Гвен Олсен                     |
| 2020      | ф   | —                                                             | The Argument                         | Сара                           |
| 2020      | ф   | С днём смерти                                                 | Death of Me                          | Кристин                        |
| 2021      | ф   | Кодекс киллера                                                | The Protégé                          | Анна                           |
| 2022      | с   | Поворот                                                       | Pivoting                             | Сара                           |